# Arene Candide
Arene Candide ist eine Höhle und archäologische Fundstätte in der Gemeinde Finale Ligure (Provinz Savona) in der italienischen Region Ligurien. Es handelt sich um eine Kaverne, die durch die starken nacheiszeitlichen Winde entstand, die vor dem Caprazzoppa (Hochebene) große Mengen von Sand anwehten. Industrielle Nutzung verminderte die Quarzsandmenge erheblich, so dass die einstige Düne heute praktisch abgetragen ist.

## Grabungen
Nach den von Arturo Issel bereits 1864 erwähnten Knochenfunden ging die spätere Grabungsstätte als Caverna delle Arene Candide in die archäologische Literatur ein. Größere Grabungen fanden unter Leitung von Luigi Bernabò Brea und Luigi Cardini in den Jahren 1941 bis 1942 und 1948 bis 1950 statt. Es fanden sich Spuren paläolithischer bis byzantinischer Relikte aus der Zeit zwischen 26.000 v. Chr. und 700 n. Chr. Die Höhle wurde bisher nur zu etwa einem Fünftel ergraben, daher wird vermutet, dass die untersten Schichten Artefakte aus der Zeit des Neandertalers enthalten.

## Bestattungen aus dem Paläolithikum

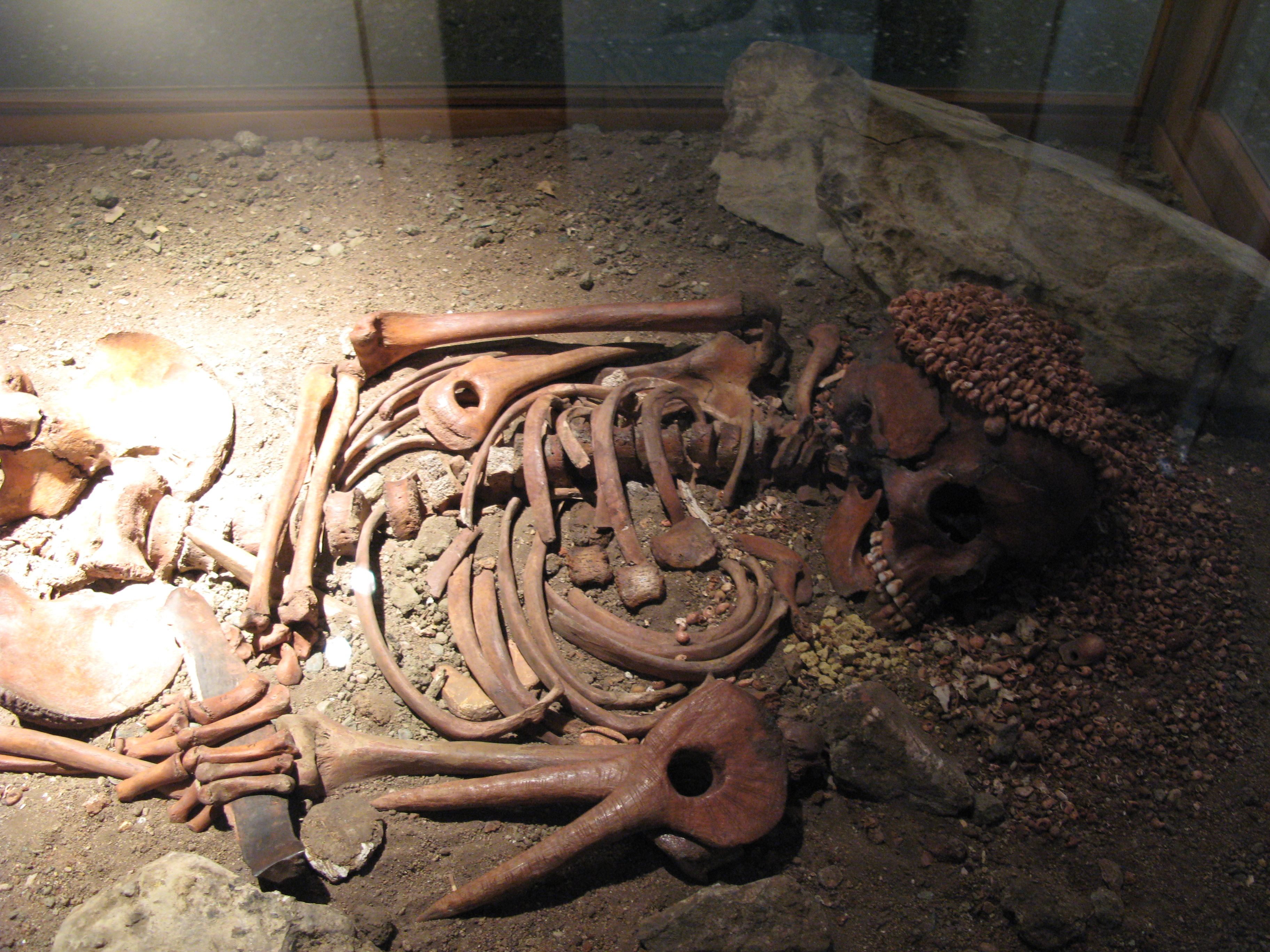
Überreste des „Kleinen Prinzen“, Museo di archeologia ligure in Genuas Stadtteil Pegli

19 paläolithische Bestattungen, einige von ihnen mit reichen Grabbeigaben, machten die Düne zu einem der ertragreichsten Fundorte Europas. So war dem als Kleiner Prinz bezeichneten Mann, der vor etwa 23.000 Jahren bestattet wurde, ein Pelzumhang beigegeben worden, der aus 400 vertikal angeordneten Eichhörnchenfellen bestand. 423 Schwanzknochen von Eichhörnchen wurden dem Umhang zugeordnet.

### Der Prinz
Der Prinz lag in einer Schicht aus Ocker ausgestreckt. Den Rand des Grabes bildeten dunkle Steine. Der Kopf des jungen Mannes war nach links gewandt und umgeben von Hunderten durchbohrter Schneckengehäuse und Hirschgrandeln (Eckzähne). Sie stammen vermutlich von einem Hut oder einer Maske. Gehänge aus Mammutelfenbein, durchbohrte Cypraea-Schneckenschalen, vier Lochstäbe aus Hirschgeweih und die besagten Eichhörnchenknochen umgaben ihn. In der rechten Hand hielt er einen steinernen Dolch aus exotischem Feuerstein. Die linke Hälfte des Unterkiefers fehlt, dort befindet sich eine größere Menge Ocker. Die Verletzung hatte begonnen zu heilen, möglicherweise sollte dies der Ocker unterstützen. Die Radiokohlenstoffdatierung ergab ein 14C-Alter von 23.440 BP ± 190 Jahren.

### Schädel AC12
Der Schädel AC12 wurde in den 1940er Jahren in der Höhle entdeckt, die Jäger und Sammler vor etwa 12.900 bis 11.600 Jahren Grabstätte nutzten. AC12, der einem erwachsenen Mann gehörte, wurde in einer Nische über dem „Grab des Geweihs“ gefunden. Sein Kieferknochen und weitere Überreste wurden in der Nähe gefunden. Die Schädelform von AC12, die ursprünglich in den 1970er Jahren rekonstruiert wurde, war umstritten. Man ging davon aus, dass sie auf eine Krankheit oder ein Kindheitstrauma zurückzuführen sei. Neue Erkenntnisse legen jedoch nahe, dass es sich um eine kulturelle Praxis handelte und der früheste Fall von Schädelmodifikation in Europa ist. Bei der Schädelmodifikationen wird der Schädel eines Kleikindes während der Wachstumsphase typischerweise durch das Umwickeln des Kopfes mit Stoff und einer starren Platte einem beständigen Druck ausgesetzt was zu einer Formveränderung führt. Der Schädel von AC12 scheint einen ringförmigen oder zirkumferenziellen Modifikationsprozess durchlaufen zu haben, wahrscheinlich durch das Umwickeln mit Stoffstreifen. Da der Schädel bei der ersten Rekonstruktion verklebt worden war, zerlegte ihn das Forschungsteam virtuell mithilfe von CT-Scans. Anschließend erstellten sie vier digitale Rekonstruktionen und verglichen AC12 mithilfe der geometrischen Morphometrie – einer statistischen Methode zur Untersuchung von Knochenformen – mit Schädeln aus dem späten Jungpaläolithikum, Meso- und Neolithikum aus Italien sowie weltweiten Beispielen von ACM. Alle Analysen ordnen AC12 der Gruppe der absichtsvoll modifizierten Schädel zu, im Unterschied zu unveränderten und durch Krankheit oder Trauma veränderten Schädeln.